# شهرک استیل، کراچی
شهرک استیل (به انگلیسی: Steel Town) یک منطقهٔ مسکونی در پاکستان است که در کراچی واقع شده‌است. شهرک استیل ۲۵٬۰۰۰ نفر جمعیت دارد.